# A-1 hrvatska košarkaška liga za žene 2000./01.
A-1 ligu, najviši rang hrvatskog košarkaškog prvenstva u ženskoj konkurenciji je za sezonu 2000./01. osvojila Croatia iz Zagreba.

## Sudionici
- Gospić Inero, Gospić
- Mursa, Osijek
- Salona, Solin
- Splićanka, Split
- Šibenik Jolly JBS, Šibenik
- Zadar, Zadar
- Agram, Zagreb
- Croatia, Zagreb
- Medveščak, Zagreb
- Montmontaža, Zagreb

## Sustav natjecanja
Prvenstvo se sastojalao od dva dijela - ligaškog i doigravanja. U ligaškom dijelu je 10 klubova igralo dvokružnu ligu (18 kola), te su se potom četiri najbolja kluba plasirala u doigravanje. Poluzavršnica doigravanja se igrala na dvije pobjede, a završnica na tri.

## Ljestvica i rezultati

### Ligaški dio
| mj  | klub              | ut | pob | por | koševi    | bod |             |
| --- | ----------------- | -- | --- | --- | --------- | --- | ----------- |
| 1.  | Croatia           | 18 | 18  | 0   | 1632:1100 | 36  | doigravanje |
| 2.  | Šibenik Jolly JBS | 18 | 15  | 3   | 1642:1105 | 33  | doigravanje |
| 3.  | Gospić Inero      | 18 | 15  | 3   | 1588:1209 | 39  | doigravanje |
| 4.  | Zadar             | 18 | 10  | 8   | 1374:1232 | 29  | doigravanje |
| 5.  | Medveščak         | 18 | 9   | 9   | 1366:1323 | 27  |             |
| 6.  | Mursa             | 18 | 8   | 10  | 1184:1424 | 26  |             |
| 7.  | Montmontaža       | 18 | 8   | 10  | 1229:1322 | 26  |             |
| 8.  | Agram             | 18 | 3   | 15  | 1198:1560 | 21  |             |
| 9.  | Salona            | 18 | 2   | 16  | 1152:1563 | 20  |             |
| 10. | Splićanka         | 18 | 2   | 16  | 1064:1591 | 20  |             |

### Doigravanje
| klub1                                                         | omjer         | klub2         | rezultati                        |
| poluzavršnica                                                 | poluzavršnica | poluzavršnica | poluzavršnica                    |
| ------------------------------------------------------------- | ------------- | ------------- | -------------------------------- |
| Šibenik Jolly JBS                                             | 0:2           | Gospić Inero  | 69:77**, 77:75*                  |
| Croatia                                                       | 2:0           | Zadar         | 80:60**, 111:69*                 |
|                                                               |               |               |                                  |
| završnica                                                     |               |               |                                  |
| Croatia                                                       | 3-1           | Gospić Inero  | 82:73**, 63:81*, 94:69**, 83:56* |
|                                                               |               |               |                                  |
| ** - domaća utakmica za klub1 * - gostujuća utakmica za klub1 |               |               |                                  |

## Poveznice i izvori
- A-2 liga 2000./01.
- wayback arhiva, sport.hrt.hr, A-1 liga 2000./01., 1. – 9. kolo
- wayback arhiva, sport.hrt.hr, A-1 liga 2000./01. 10. – 18. kolo i ljestvica
- wayback arhiva, sport.hrt.hr, A-1 liga 2000./01., doigravanje
- wayback arhiva hrsport.hr, A-1 liga žene 2000./01., rezultati
- wayback arhiva, hrsport.hr, A-1 liga žene 2000./01., ljestvica